# Гемюнд (Оур)
Гемюнд (нем. Gemünd) — община в Германии, в земле Рейнланд-Пфальц.
Входит в состав района Айфель-Битбург-Прюм. Подчиняется управлению Нойербург. Население составляет 10 человек (на 31 декабря 2010 года). Занимает площадь 2,83 км².